# 克魯格斯多普

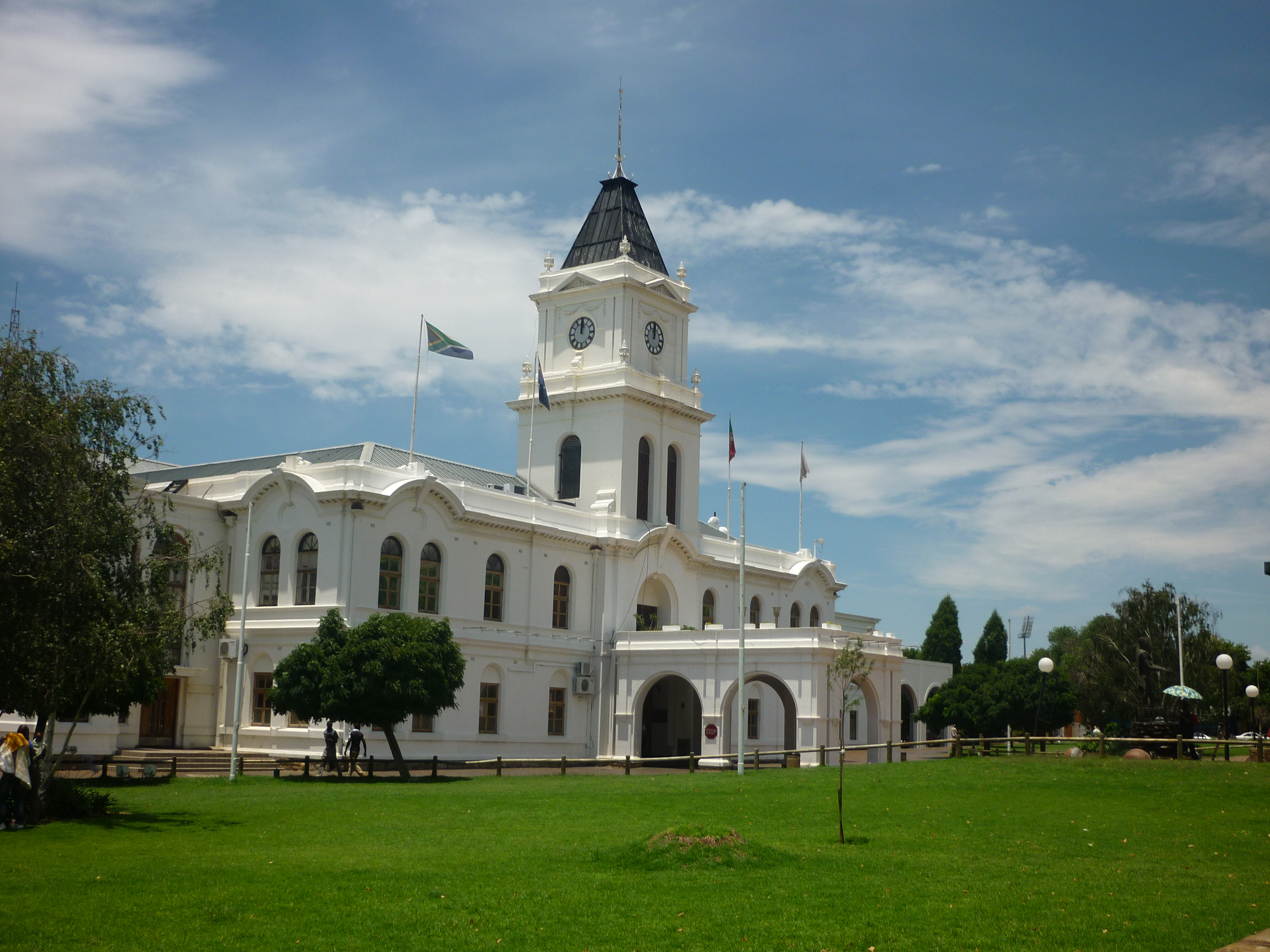
克魯格斯多普

克魯格斯多普是南非的城鎮，位於該國東北部，由豪登省負責管轄，始建於1887年，面積195.99平方公里，2001年人口86,614，人口密度每平方公里約440人。

## 外部連結
- The Big Picture photo essay on white squatters in Krugersdorp （页面存档备份，存于）